# Katabolismus

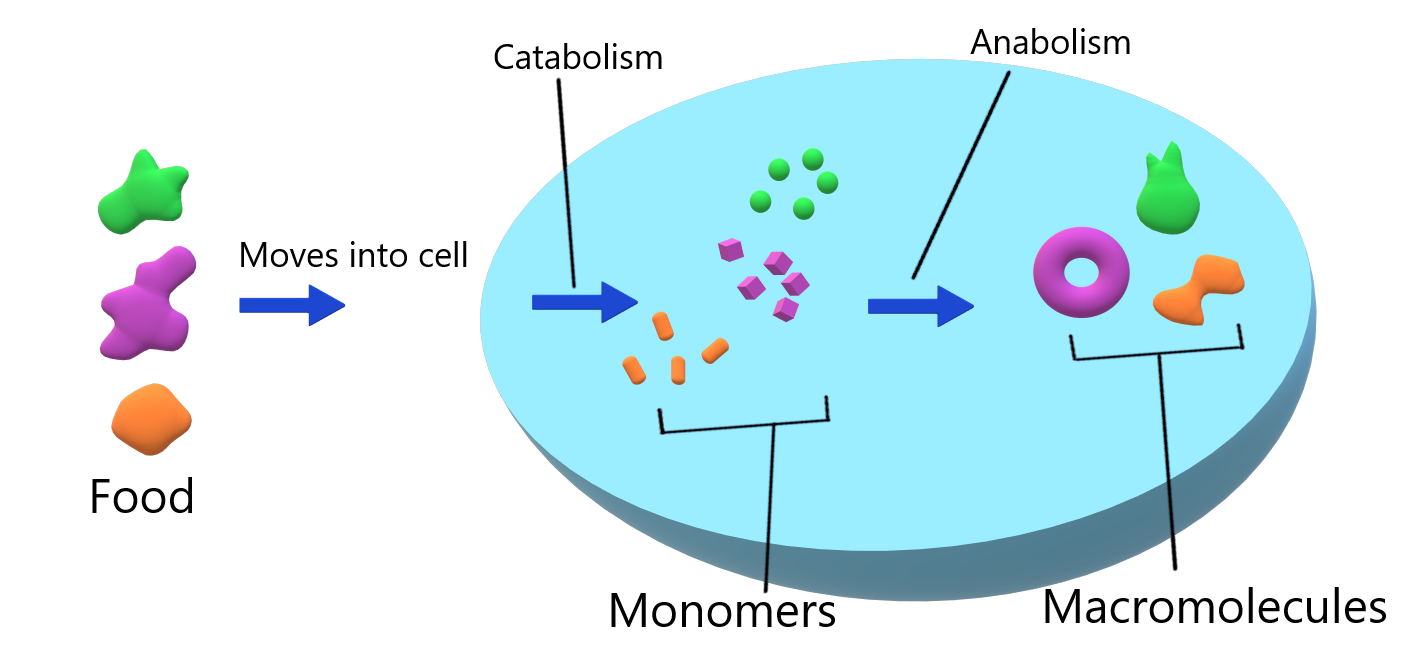
Zjednodušené schéma katabolismu a anabolismu v buňce živého organismu. Při katabolismu jsou látky rozkládány, při anabolismu jsou syntetizovány.

Katabolismus (řecky καταβολισμός, katabolismós, rozpad nebo stanovení sil) je soubor metabolických drah (rozkladných procesů), při nichž z látek složitějších (polysacharidy, lipidy, bílkoviny, nukleové kyseliny) vznikají látky jednodušší (monosacharidy, mastné kyseliny, aminokyseliny, nukleotidy). Výsledné látky katabolismu se nazývají katabolity.
Při katabolických procesech dochází k uvolňování energie a mají většinou oxidační povahu. Reakce probíhající během katabolického procesu se nazývají exergonické reakce.

Schéma katabolismu. Ze složitých molekul bílkovin, polysacharidů a tuků vznikají jednoduché molekuly aminokyselin, monosacharidů a mastných kyselin. ATP a NADH slouží jako nosiče energie.

Katabolismus používají živé organismy pro výrobu energie, pro dodání stavebních materiálů a pro detoxikaci. Příkladem katabolického procesu je buněčné dýchání.
Opakem katabolismu je anabolismus. Anabolismus společně s katabolismem tvoří metabolismus.

## Základní pojmy
Metabolismus je soubor všech metabolických drah, při nichž dochází k přeměně látek a energií v buňkách a v živých organismech.
Anabolismus je část metabolismu, při kterém jsou látky syntetizovány. Anabolismus je opakem katabolismu. Při obou procesech probíhají reakce mezi stejnými výchozími a konečnými látkami, ale v opačných směrech. Anabolismus potřebuje produkty katabolismu a naopak produkty anabolismu jsou výchozími substráty pro katabolismus.
Metabolické dráhy přeměňují jednu chemickou látku řadou kroků na jinou chemickou látku, přičemž každý krok je usnadněn specifickým enzymem.
Asimilace je chemická reakce, při které jsou přijímány cizí anorganické i organické látky a přeměněny na složky organismu vlastní. Jedná se především o asimilaci uhlíku, dusíku, síry, fosfátů a minerálů. K těmto reakcím je třeba dodat energii.
Disimilace je chemická reakce, při které jsou látky organismu vlastní (například sacharidy, tuky, bílkoviny) přeměňovány na látky jednodušší. Při těchto reakcích se energie uvolňuje.

## Energie procesů
Všechny chemická reakce v organismu buď energii do okolí uvolňují nebo energii z okolí přijímají. Tyto reakce jsou na sobě vzájemně závislé a nazývají se spřažené reakce.
- Endergonické reakce jsou za fyziologických podmínek reakce energeticky nevýhodné. Změna Gibbsovy energie je kladná, ΔG > 0. Mohou tedy probíhat pouze v případě, že jsou spojeny s reakcemi, které jim energii dodávají.
- Exergonické reakce probíhají za fyziologických podmínek samovolně. Změna Gibbsovy energie je záporná, ΔG <  0. Při těchto reakcích se energie uvolňuje a tato energie je pak využívána při endergonických reakcích.

Energetickou bilanci celých souborů chemických reakcí lze vysvětlit pomocí Gibbsovy energie ΔG. U spřažených reakcí, které následují jedna za druhou dostaneme celkovou energetickou bilanci jako celkový součet ΔG jednotlivých reakcí.

## Enzymy
Enzymy jsou pro katabolismus zásadní, neboť působí jako katalyzátory a umožňují rychlejší reakce při nižší energii. Tyto enzymově katalyzované reakce umožňují organismům udržovat své struktury, reagovat na okolní prostředí, růst a reprodukovat se. Enzymy působí selektivně a zároveň řídí většinu biochemických procesů v těle všech živých organismů včetně člověka.
Enzymy jsou jednoduché či složené bílkoviny s katalytickou aktivitou. Základní složkou jsou bílkoviny, na něž se vážou další přídavné molekuly známé jako kofaktory nebo prostetické skupiny, které se podílejí na katalýze.
Enzymů je obrovské množství a dělí se do sedmi skupin: oxidoreduktázy, transferázy, hydrolázy, lyázy, izomerázy, ligázy a translokasy.

## Hormony
Hormony jsou pro katabolismus také velmi důležité, neboť slouží v těle mnohobuněčných organismů jako chemický přenašeč mezi buňkami. Jsou produkovány v tělech všech živých organismů a řídí průběh a vzájemnou koordinaci reakcí v organismu.
Působení hormonu je závislé na jeho detekci buňkou, hormon musí interagovat s odpovídajícím buněčným receptorem, který pak spustí kaskádu sekundárních reakcí. Různé buňky mají receptory k danému hormonu odlišně citlivé a ten pak působí přednostně na skupiny buněk s nejvyšší citlivostí.